# William Pellier
 (octobre 2015).
Si vous disposez d'ouvrages ou d'articles de référence ou si vous connaissez des sites web de qualité traitant du thème abordé ici, merci de compléter l'article en donnant les références utiles à sa vérifiabilité et en les liant à la section « Notes et références ».
William Pellier est un écrivain et dramaturge français né en 1965 en Haute-Savoie,.

### Théâtre
- Le Tireur occidental, Éditions Espaces 34, 2004,  (ISBN 2-84705-004-3)
- Grammaire des mammifères, 1re édition, Éditions Espaces 34, 2005,  (ISBN 2-84705-013-2) ; Grammaire des mammifères, 2e édition, Éditions Espaces 34, 2012,  (ISBN 978-2-84705-091-2) ; Grammatica dei mammiferi, traduction en italien par Flavio Polizzy, coll. Nadir teatro, Edizioni Angolo Manzoni, 2011, Turin,  (ISBN 978-88-6204-107-2)
- « Reconstitution », in La Baignoire et les deux chaises - Le off, Éditions de l'Amandier, 2005
- La Vie de marchandise, Éditions Espaces 34, 2009,  (ISBN 2-84705-049-3) ; Wir Waren, traduction en allemand par Leyla-Claire Rabih et Frank Weigand, in Scène 14, Theater der Zeit, 2011, Berlin,  (ISBN 978-3-942449-24-3)

### Musique
- Mue (la demeure brillante) texte et lecture pour une musique concrète de Lionel Marchetti, Éditions Metamkine, 1994 et en édition numérique sur Bandcamp ; le texte complet de Mue (la demeure brillante) est disponible dans la Revue internet numéro 1

## Théâtre
- 2015 : La Ville de l'année longue, mise en scène Laurent Maindon, théâtre du Rictus, Nantes
- 2012 : Grammaire des mammifères, mise en scène Catherine Javaloyès, compagnie Le Talon Rouge, Théâtre Le point d'eau (Ostwald), puis Espace Rohan (Saverne)
- 2011 : Grammaire des mammifères, mise en scène Thierry Bordereau, compagnie Locus solus, Théâtre de la Manufacture, Festival d'Avignon off
- 2010 : Grammaire des mammifères, mise en scène Thierry Bordereau, compagnie Locus solus, Théâtre des Ateliers, Lyon
- 2001 : La Vie de marchandise, mise en scène Louis Bonnet, Comédie de Saint-Étienne, Centre Dramatique National, Saint-Étienne
- 1999 : La Vie de marchandise, mise en scène Claire Rengade, compagnie Théâtre craie, Théâtre des Clochards célestes, Lyon

## Prix et distinctions
- 1996 : Lauréat des Journées de Lyon des auteurs de théâtre, pour La Vie de marchandise
- 1997 : Aide à l'écriture de l'Agence Rhône-Alpes pour le Livre et la Documentation (ARALD)
- 1999 : Aide à la création de la DMDTS, pour La Vie de marchandise
- 2003 : Bourse de l'association Beaumarchais-SACD, pour Grammaire des mammifères
- 2004 : Aide à la création de la DMDTS, pour Grammaire des mammifères
- 2006 : Mention du jury au grand prix de littérature dramatique, pour Grammaire des mammifères
- 2008 : Aide à la création du Centre national du théâtre, pour Le Tireur occidental
- 2011 : Bourse de création de l'Agence Rhône-Alpes pour le Livre et la Documentation (ARALD)
- 2012 : Prix du public au festival Primeurs de Sarrebruck, pour Wir waren
- 2013 : 13e prix d'écriture théâtrale de la ville de Guérande, pour Vesterne (La Ville de l'année longue)